# 꽃그늘 속에 부는 바람
"꽃그늘 속에 부는 바람"은 1991년에 개봉한 대한민국의 영화이다.

## 캐스팅
- 박양희 : 리리 역
- 김진 : 형우 역
- 정인철 : 짱 역
- 김경란 : 파주댁 역
- 안병현 : 솔개 역
- 이인영 : 점원 역
- 임해림 : 별장지기 역
- 심수지 : 숙 역